# The Faithful Heart
The Faithful Heart é um filme britânico de 1923, do gênero drama romântico, dirigido por Fred Paul e estrelado por Owen Nares, Lillian Hall-Davis e Cathleen Nesbitt.
Trata-se duma adaptação da peça homônima de Monckton Hoffe.[carece de fontes?]

## Sinopse
Marinheiro volta para casa e decide abandonar namorada socialite para cuidar da filha.

## Elenco
- Owen Nares - Waverley Ango
- Lillian Hall-Davis - Blackie Anderway
- Cathleen Nesbitt - Diana Oughterson
- A. B. Imeson - Major Lestrade
- Ruth Maitland - Sra. Gattiscombe
- Cyril Raymond - Albert Oughterson
- Victor Tandy - Sargento Brabazon
- Charles Thursby - Capitão Ralkjam